# Convento do Salvador (Braga)
O antigo Convento do Salvador localiza-se na Praça Conde de Agrolongo, na antiga freguesia de São João do Souto, atual freguesia de Braga (São José de São Lázaro e São João do Souto), na cidade e município de Braga, distrito do mesmo nome, em Portugal.
Atualmente no edifício do convento funciona o Lar Conde de Agrolongo.
A capela do antigo Convento encontra-se classificada como Imóvel de Interesse Público desde 1959.

## História
Em 1528 João III de Portugal alertou o então arcebispo de Braga, D. Diogo de Sousa, par a a necessidade de transferir as freiras do Mosteiro de Vitorino das Donas, em Ponte de Lima, para um lugar menos ermo e mais urbano, como a cidade de Braga.
Em 1602 as freiras finalmente instalam-se na cidade de Braga, no primitivo mosteiro.
A nave da nova igreja ficou concluída em 1616. Em 1625 foram executados os painéis do retábulo-mor pelo pintor portuense Gonçalo Coelho, e em 1630 o interior da igreja foi revestido com azulejos.
Durante o século XVIII novos trabalhos tiveram lugar: em 1718 foi construído o atual retábulo-mor pelo entalhador Gabriel Rodrigues, em 1730 foi executado o novo púlpito, provavelmente por Marceliano de Araújo, em 1736 foi executado o órgão e, em 1738, erguida a torre sineira.
Em 1834 com a extinção das ordens religiosas o convento passou para as mãos do Estado.
Em 1893 as dependências do antigo mosteiro passaram a abrigar o Asilo de Mendicidade.
Em 1908 José Francisco Correia, conde de Agrolongo decidiu custear a construção de um novo edifício, segundo projeto do arquiteto Moura Coutinho, cujas obras foram concluídas em 1914. O conde foi nomeado presidente honorário da instituição, que mudou de nome para "Asilo de Mendicidade Conde de Agrolongo".
Em 1975 a instituição recebeu a atual denominação, "Lar Conde de Agrolongo".
No vestíbulo do lar encontra-se um busto do conde de Agrolongo de autoria do escultor Teixeira Lopes.